# Wilfersdorf
Wilfersdorf je městys v rakouském okrese Mistelbach. Žije zde přibližně 2 200 obyvatel.

## Geografie
Wilfersdorf leží ve Weinviertelu. Obec se skládá z katastrálních území Bullendorf, Ebersdorf an der Zaya, Hobersdorf a Wilfersdorf.

## Vývoj počtu obyvatelstva
Podle výsledku sčítání lidu v roce 2001 zde žilo 2037 obyvatel, 1991 měl městys 1829 obyvatel, roku 1981 1906 a v roce 1971 2086 obyvatel.

## Pamětihodnosti

### Zámek
Zámek se od roku 1436 nachází nepřetržitě v držení rodu Lichtenštejnů. Kolem roku 1600 nechal Gundakar z Lichtenštejna (1580–1658) postavit čtyřkřídlovou vodní tvrz. Kníže Alois I. z Lichtenštejna (1759–1805) nechal severní, jižní a východní křídlo zbourat a do dnešní doby zůstalo zachováno pouze západní křídlo.
Roku 1809 byl palác zpustošen Francouzi a roku 1866 v něm byla zřízena pruská polní nemocnice. Na konci druhé světové války byl zámek těžce poškozen, v následujících letech ale došlo k jeho kompletní opravě.
V letech 2001 až 2002 byly stavby v zámeckém areálu zestaurovány. Hlavní budova nyní slouží jako výstavní centrum krajské kultury a vzdělanosti. Víceúčelový společenský sál v přízemí umožňuje konání seminářů a malých vědeckých kongresů. V suterénu se nachází zámecký sklep. Na nádvoří je umístěno vlastivědné muzeum.
Dodnes je zámek využíván při výkonu správy nad  lichtenštejnským majetkem ve Weinviertelu, nachází se zde také známé knížecí vinné sklepy.

### Kostel

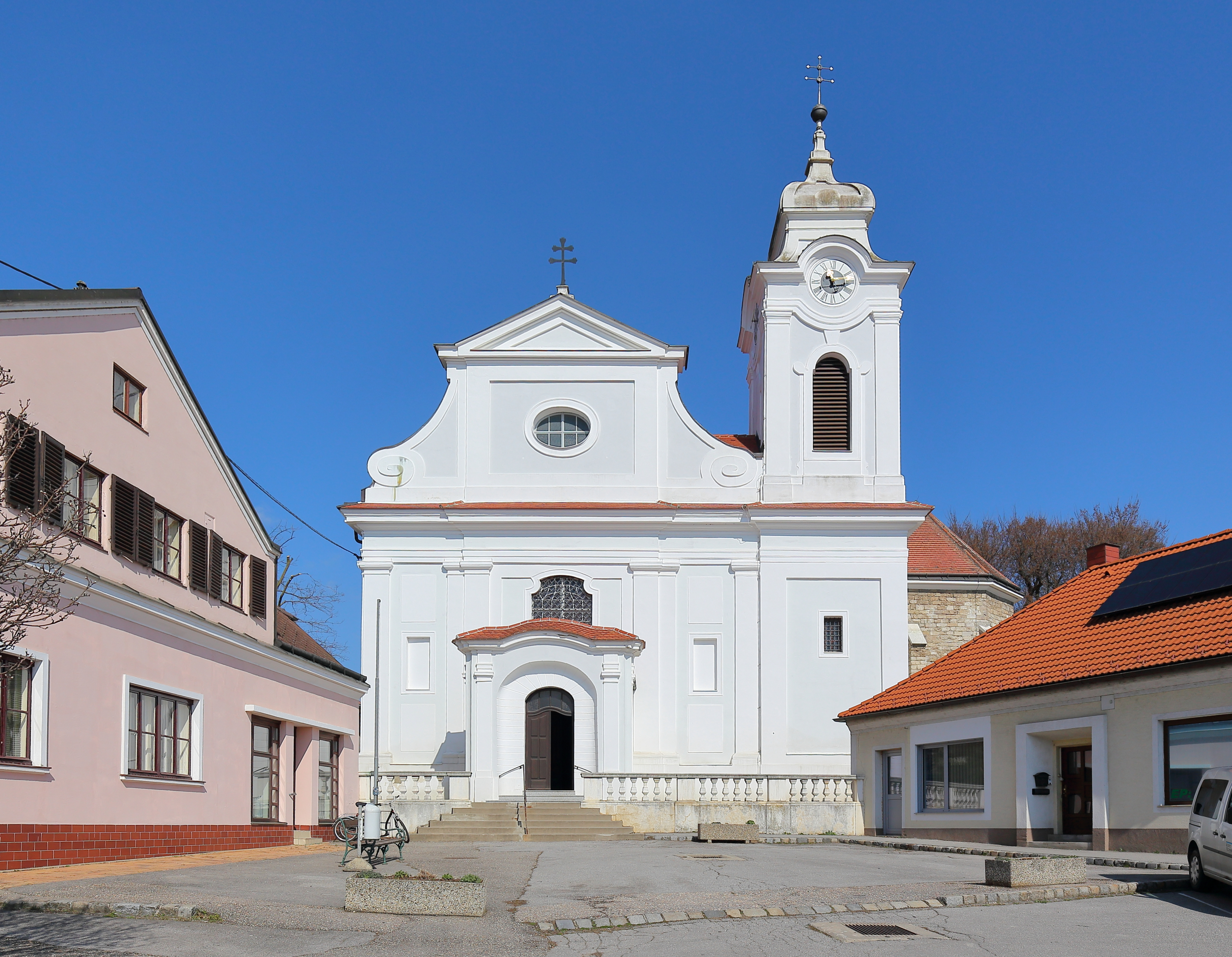
Farní kostel sv. Mikuláše

V obci se nachází barokní farní kostel sv. Mikuláše.

## Významní rodáci
Anton Haizinger (1796–1869), operní pěvec-tenorista.